# Kanton Valderiès
Der Kanton Valderiès war bis 2015 ein französischer Wahlkreis im Arrondissement Albi, im Département Tarn und in der Region Midi-Pyrénées. Hauptort war Valderiès. Vertreter im Generalrat des Départements war zuletzt von 1992 bis 2015 André Cabot (PS).
Der Kanton war 135,34 Quadratkilometer groß und hatte 2805 Einwohner, was einer Bevölkerungsdichte von 21 Einwohner pro Quadratkilometer entsprach. Im Mittel lag er 407 Meter über Normalnull, zwischen 160 und 595 Meter. 

## Gemeinden
Der Kanton bestand aus acht Gemeinden:
| Gemeinde             | Einwohner Jahr | Fläche km² | Bevölkerungsdichte | Code INSEE | Postleitzahl |
| -------------------- | -------------- | ---------- | ------------------ | ---------- | ------------ |
| Andouque             | 384 (2013)     | 26,21      | 15 Einw./km²       | 81013      | 81350        |
| Crespin              | 124 (2013)     | 14,15      | 9 Einw./km²        | 81072      | 81350        |
| Crespinet            | 171 (2013)     | 9,15       | 19 Einw./km²       | 81073      | 81350        |
| Saint-Grégoire       | 490 (2013)     | 12,75      | 38 Einw./km²       | 81253      | 81350        |
| Saint-Jean-de-Marcel | 372 (2013)     | 18,25      | 20 Einw./km²       | 81254      | 81350        |
| Saussenac            | 558 (2013)     | 17,39      | 32 Einw./km²       | 81277      | 81350        |
| Sérénac              | 472 (2013)     | 17,02      | 28 Einw./km²       | 81285      | 81350        |
| Valderiès            | 824 (2013)     | 20,42      | 40 Einw./km²       | 81306      | 81350        |